# Estreito de Sunda

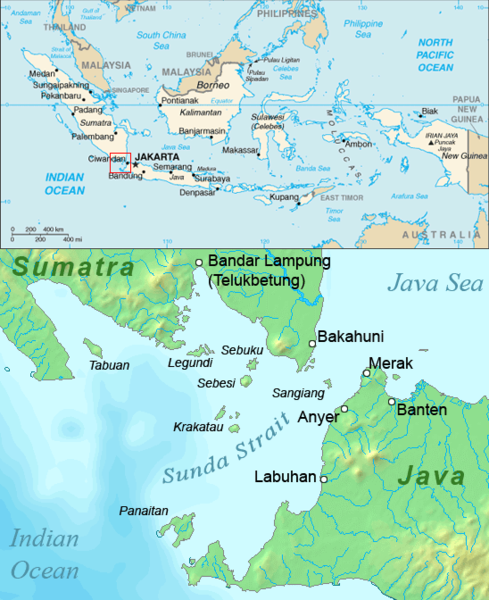
Estreito de Sunda

O estreito de Sunda (ou Sonda) é um estreito entre as ilhas de Java e Sumatra na Indonésia. Liga o mar de Java com o oceano Índico.
Tem cerca de 30 km de largura no ponto mais estreito, no extremo norte, numa secção de 30 km de comprimento. Abre-se até 100 km de largura. Existem numerosas pequenas ilhas no estreito; o vulcão Krakatoa está situado numa delas.

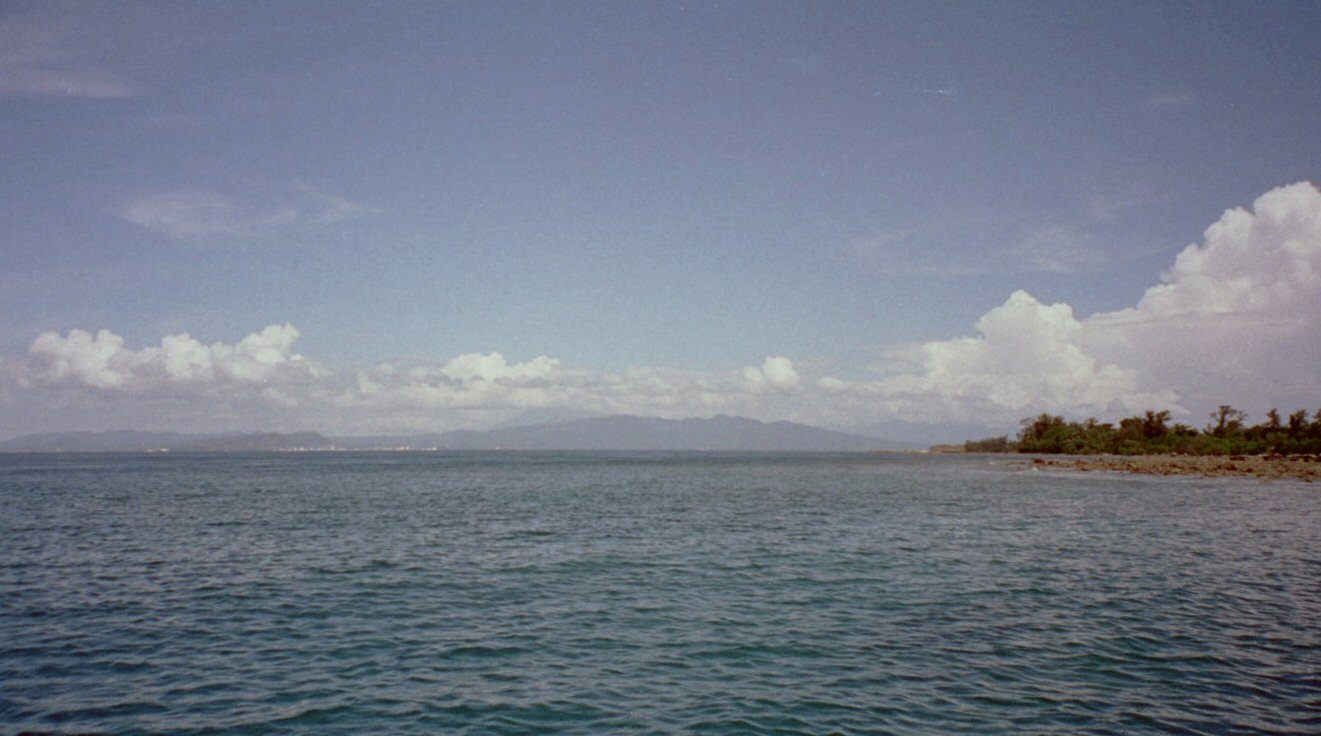
Vista do estreito de Sunda

É uma das principais passagens entre o mar da China Meridional e o Oceano Índico (sendo o outro estreito de Malaca). Teve ao longo dos séculos grande importância para a navegação. Apesar dos perigos devidos à estreiteza e à possibilidade de encalhar, é muito mais curto que o Estreito de Malaca, e consequentemente os navios correriam menos riscos de sofrer ataques de piratas.
Foi onde, no início de 1942, a Batalha do Estreito de Sonda ocorreu, quando uma força japonesa afundou o USS Houston e o HMAS Perth que pretendiam evitar desembarques em Java.